# جمهورية دثينة

صورة لوثيقة قديمة من ايام جمهورية دثينة قبل عام 1962 ميلادية

جمهورية دثينة هي من أوائل الجمهوريات التي أسست في شبه الجزيرة العربية وتحديداً في محافظة أبين جنوب اليمن. كانت تحدها سلطنة الفضلي وسلطنة العوذلي وسلطنة العوالق العليا وسلطنة العوالق السفلى. هناك أسباب سياسية بحتة أدت إلى ظهور هذه الجمهورية. تعد جمهورية دثينة أول جمهورية في الجزيرة العربية ثم تحول اسمها من جمهورية إلى ولاية دثينة وكان لها برلمان.

## مجلس الدولة
تأسس مجلس الدولة لهذه الجمهورية في عام 1948 ميلادية حيث أسسه مجموعة من شيوخ القبائل الرئيسية في تلك المنطقة بعد تجزئة الكثير من مناطقهم وضمها إلى دويلات مجاورة ودخول بعض القبائل في طاعتها. والقبائل الرئيسية التي عملت على تأسيس المجلس هي:
1. قبيلة الميسري
2. قبيلة السعيدي
3. قبيلة الحسني

كان المجلس في البداية يتكون من مجموعة من تسعة شيوخ توسع بعدها حتى وصل إلى ثلاثة عشر عضوا. لم يكن الممثلين شيوخا بمعنى الكلمة بل اتصفوا بالحكمة والعدل بين الناس.
أطلق على هذا المجلس في بدايته اسم جمهورية دثينة من العام 1948 م حتى العام 1953م، ومن ثم غير الاسم في الفترة بين 1953 م و1959م إلى «حكومة دثينة».